# Necaxa
	Impulsora del Deportivo Necaxa S.A. de C.V., kortweg Necaxa, is een Mexicaanse voetbalclub uit Aguascalientes. De club werd opgericht op 21 augustus 1923 in Mexico-Stad. In 2003 verhuisde de club naar Aguascalientes. Thuisstadion van Necaxa is het Estadio Victoria, dat 20.000 plaatsen heeft. Rood en wit zijn de clubkleuren.

## Geschiedenis
In augustus 1923 fuseerden de clubs Tranvias en Luz y Fuerza, die in 1922/23 in de Primera Fuerza speelden, de toenmalige hoogste amateurcompetitie. In 1932 deed de club voor het eerst mee om de titel. De club eindigde samen met Atlante eerste en verloor de finale om de titel. Het volgende seizoen werden ze wel voor het eerst kampioen. Van 1971 tot 1982 was de clubnaam Atlético Español en won onder die naam de eerste CONCACAF Champions Cup in de clubhistorie. In 2000 won Necaxa voor de tweede keer in de clubhistorie de CONCACAF Champions Cup.

### FIFA WK voor clubs
In 2000 nam Necaxa als winnaar van de CONCACAF Champions Cup deel aan het eerste FIFA WK voor clubs. De Mexicaanse club behaalde uiteindelijk de derde plaats, door in de troostfinale na strafschoppen te winnen van Real Madrid.

## Erelijst
Nationaal
- Primera División

1995, 1996, Invierno 1998
- Copa México

1925, 1926, 1933, 1936, 1960, 1966, 1995
- Campeón de Campeones

1966, 1995
- Supercopa MX

2018
- Ascenso MX

Apertura 2009, Clausura 2010, Apertura 2014, Clausura 2016
- Campeón de Ascenso

2010, 2016
- InterLiga

2007
- Primera Fuerza

1933, 1935, 1937, 1938
Internationaal
- CONCACAF Champions Cup

1975 (als Atlético Español), 1999
- CONCACAF Cup Winners Cup

1994

## Bekende (oud-)spelers
- Álex Aguinaga
- Ivo Basay
- Cuauhtémoc Blanco
- Carlos Castro
- Pedro Dellacha
- Hernán Medford
- Tressor Moreno
- Kalusha Bwalya
- Hugo Rodallega